# تشارلي كولينز
تشارلي كولينز (بالإنجليزية: Charlie Collins)‏ (22 نوفمبر 1991 بهامرسميث في المملكة المتحدة - ) هو لاعب كرة قدم بريطاني في مركز الهجوم. لعب مع ميلتون كينز دونز ونادي كيترينغ تاون ونادي تاموورث ونادي ألدرشوت تاون وMetropolitan Police F.C. ‏.

## وصلات خارجية
- تشارلي كولينز على موقع قاعدة بيانات كرة القدم.إي يو (الإنجليزية)
- تشارلي كولينز على موقع Soccerbase.com (لاعب) (الإنجليزية)